# Unione Sportiva Pergocrema 1932 1977-1978
Questa voce raccoglie le informazioni riguardanti l'Unione Sportiva Pergocrema 1932 nelle competizioni ufficiali della stagione 1977-1978.

## Rosa
| N. |                   | Ruolo | Calciatore         |
| -- | ----------------- | ----- | ------------------ |
|    | Italia (bandiera) | D     | Pierino Bonizzoni  |
|    | Italia (bandiera) | C     | Giuseppe Corti     |
|    | Italia (bandiera) | C     | Stefano Donetti    |
|    | Italia (bandiera) | D     | Franco Foresti     |
|    | Italia (bandiera) | D     | Natalino Ghiozzi   |
|    | Italia (bandiera) | C     | Giuseppe Guerini   |
|    | Italia (bandiera) | A     | Maurizio Lucchetti |
|    | Italia (bandiera) | A     | Mauro Lussana      |
|    | Italia (bandiera) | D     | Lorenzo Mandelli   |
|    | Italia (bandiera) | C     | Giuseppe Mazzoleri |

| N. |                   | Ruolo | Calciatore              |
| -- | ----------------- | ----- | ----------------------- |
|    | Italia (bandiera) | P     | Gian Piero Michelini    |
|    | Italia (bandiera) | C     | Agostino Mizzotti       |
|    | Italia (bandiera) | D     | Giovanni Moro           |
|    | Italia (bandiera) | C     | Giancarlo Morsia        |
|    | Italia (bandiera) | C     | Giuseppe Badessi Ogliar |
|    | Italia (bandiera) | A     | Angelo Pelizzoli        |
|    | Italia (bandiera) | P     | Gianbattista Piacentini |
|    | Italia (bandiera) | C     | Giovanni Pirola         |
|    | Italia (bandiera) | A     | Emilio Rossi            |
|    | Italia (bandiera) | C     | Paolo Zabotto           |